# Capetinga
Capetinga é um município da microrregião de Passos, no estado de Minas Gerais, no Brasil. Sua população estimada em julho de 2017 era de 7 152 habitantes.

## Etimologia
O topônimo "Capetinga" se originou do termo tupi kapi'itinga, que significa "capim claro" (kapi'i, capim + tinga, claro). É o nome de uma variedade de gramínea que cresce na sombra da mata.

## Limites
Seus municípios limítrofes são:
- Nordeste — Cássia;
- Nordeste — Pratápolis;
- Sudeste — São Sebastião do Paraíso;
- Sul — São Tomás de Aquino;
- Sudoeste — Itirapuã (São Paulo);
- Oeste — Patrocínio Paulista (São Paulo);
- Noroeste — Ibiraci.

## Administração
- Prefeito: Reginaldo de Mendonça - Cidadania (Nardo do Calau).
- Vice-prefeito: Marcelo Marcos de Sousa - Republicanos (Marcelinho do Urias).

## Rodovias
- MG-444

## História
Em 1830, chegou, à região ainda coberta por matas, o capitão Antônio Teodoro de Souza. Sob sua liderança, formou-se um povoado que, em 1910, deu origem ao arraial de São José da Capetinga. Em 1925, o arraial foi elevado à condição de distrito pertencente à comarca de São Sebastião do Paraíso. Em 1939, tornou-se município autônomo com a sua denominação atual, Capetinga.